# BonBon
„BonBon” – singel kosowskiej piosenkarki Ery Istrefi. Został wydany 30 grudnia 2015 za pośrednictwem wytwórni NESËR. Utwór napisany został głównie w języku albańskim, pojedyncze wersy w języku angielskim. Została również wydana wersja wyłącznie po angielsku. Singel był notowany w pierwszej dziesiątce list przebojów w Szwecji, Grecji, Izraelu, Libanie, Niemczech i Rosji. Zyskał status złotej płyty w Niemczech i we Włoszech. W 2016 Era Istrefi otrzymała nagrodę Top Music Awards w kategorii utwór roku za „BonBon”. Utwór został wykorzystany w grze tanecznej Just Dance 2017.

## Teledysk
Teledysk do utworu został opublikowany w serwisie YouTube 30 grudnia 2015 na kanale wytwórni NESËR. W nagraniu Era Istrefi śpiewa i tańczy do utworu na zaśnieżonej drodze w Brezovicy. Na portalach społecznościowych i przez media porównywana była do Rihanny i Sii. 7 marca 2016 po podpisaniu kontraktu z Sony Music teledysk został opublikowany na kanale wytwórni Ultra Music (należącej do Sony Music) i usunięty z NESËR. Łącznie na obu kanałach teledysk został obejrzany ponad 580 mln razy. Jest również trzecim najchętniej oglądanym wideo Ultra Music.

## Lista utworów
- Bonbon Single EP[1]

1. „Bonbon” – 2:47
2. „Bonbon” (English Version) – 2:47
3. „Bonbon” (Post Malone Remix) – 3:22
4. „Bonbon” (Marshmello Remix) – 3:03
5. „Bonbon” (Luca Schreiner Remix) – 5:35

- Bonbon (Tep No Remix)[12]

1. „Bonbon” (Tep No Remix) – 2:57

- Bonbon (Jerry Wallis x Greg Lassierra Remix)[13]

1. „Bonbon” (Jerry Wallis x Greg Lassierra Remix) – 3:08

## Notowania na listach
| Lista                                      | Najwyższa pozycja |
| ------------------------------------------ | ----------------- |
| Australia (Top 50 Singles)                 | 46                |
| Austria (Ö3 Austria Top 40)                | 19                |
| Belgia (Flandria) (Ultratop 50 Singles)    | 26                |
| Belgia (Wallonia) (Ultratop 50 Singles)    | 39                |
| Kanada (Billboard Canadian Hot 100)        | 95                |
| Kanada (Hot Canadian Digital songs)        | 38                |
| Czechy (Singles Digitál Top 100)           | 91                |
| Dania (Track Top-40)                       | 38                |
| Francja (Top 200 Singles)                  | 29                |
| Niemcy (Top 100 Singles)                   | 10                |
| Grecja (Billboard Greece Digital Songs)    | 3                 |
| Izrael (Top 10 Airplay Songs)              | 5                 |
| Włochy (Top 20 Singles)                    | 79                |
| Liban (Lebanese Top 20)                    | 7                 |
| Holandia (Single Top 100)                  | 62                |
| Rosja (tophit)                             | 10                |
| Słowacja (Rádio Top 100)                   | 49                |
| Słowacja (Singles Digitál Top 100)         | 45                |
| Szwecja (Top 60 Singles)                   | 2                 |
| Szwajcaria (Singles Top 100)               | 39                |
| Stany Zjednoczone (Dance/Electronic Songs) | 13                |

### Notowania na koniec roku
| Lista                            | Pozycja (2016) |
| -------------------------------- | -------------- |
| Austria (Ö3 Austria Top 40)      | 70             |
| Niemcy (Official German Charts)  | 57             |
| Szwajcaria (Schweizer Hitparade) | 95             |

## Certyfikaty
| Kraj          | Certyfikat  | Sprzedaż |
| ------------- | ----------- | -------- |
| Niemcy (BVMI) | Złota płyta | 200 000  |
| Włochy (FIMI) | Złota płyta | 25 000   |

## Nagrody i nominacje

### Top Music Awards
| Rok  | Kategoria  | Rezultat |
| ---- | ---------- | -------- |
| 2016 | Utwór roku | Wygrana  |